# Reakcjonizm
Reakcjonizm – doktryna nawołująca do przywrócenia starego, tradycyjnego porządku społeczno-politycznego. Należy do doktryny konserwatywnej.

## Znaczenie i geneza[1]
W znaczeniu faktycznym, dosłownym – oznacza to ruch, myśl polityczną, która stawia za cel przywrócenie ładu społeczno-politycznego opartego na wcześniej zniszczonych przez rewolucję zasadach. Jest ściśle związany z tradycjonalizmem i to zazwyczaj jego doktryna jest finalnym celem reakcjonistów. Powstał jako forma reakcji (stąd nazwa) na ruchy rewolucyjne dążące do obalenia tradycyjnego ładu.
W znaczeniu potocznym – ruch dążący do przywrócenia poprzednio panującego status quo. Może się zarówno odnosić do ruchów konserwatywnych, chcących przywrócenia starego, tradycyjnego ładu, jak i nawet im przeciwnych, które chcą powrotu do obalonego stanu rzeczy, jak np. w Polsce zwolennicy powrotu do czasów Polskiej Rzeczypospolitej Ludowej.

## Historia
Reakcjonizm powstał jako forma reakcji na ruchy rewolucyjne w Europie na przełomie XVIII i XIX wieku. Wydarzeniem, które zapoczątkowało powstanie ruchu, była rewolucja francuska. Za początek rozkładu tradycyjnego ładu reakcjoniści uważają oświecenie, które stanowiło podłoże dla wspomnianej rewolucji. Pierwszym wydarzeniem, które miało za zadanie przywrócić zburzony przez rewolucję ład, był Kongres Wiedeński, zwołany po porażce Napoleona Bonapartego, gdzie jedną z najważniejszych postaci był Klemens von Metternich, postać kluczowa dla reakcji. Najważniejszą postacią reakcjonizmu i tradycjonalizmu tego czasu jest filozof sabaudzki Joseph de Maistre. Później, w XIX wieku, kiedy kolejne rewolucje i ruchy postępowe coraz bardziej zmieniały społeczeństwo i powrót do sytuacji sprzed rewolucji francuskiej stał się mało prawdopodobny lub niemożliwy, reakcjoniści uznali, że należy dążyć do przywracania obalonych, tradycyjnych instytucji w najbardziej możliwym w danej chwili zakresie. Reakcjonistów charakteryzuje niechęć wobec demokracji, republikanizmu oraz socjalizmu. Opowiadają się za legitymistyczną monarchią dziedziczną (ancien regime). W kwestiach gospodarczych nie ma wśród nich jednolitości – występują zarówno zwolennicy leseferystycznej gospodarki kapitalistycznej oraz bardziej etatystycznej. Do XX-wiecznych reakcjonistów należeli np. Nicolas Gomez Davila i Francisco Franco.
W czasach Polski Ludowej termin „reakcjonista” był powszechnie wykorzystywany w celach propagandowych i określano nim każdego, kto jakkolwiek sprzeciwiał się wprowadzaniu systemu komunistycznego. Szczególnie często tym epitetem określani byli ludzie stawiający zbrojny opór nowemu porządkowi (żołnierze wyklęci – reakcyjne podziemie), chociaż w okresie polskiego stalinizmu zdarzało się, że reakcjonistami nazywano również przedstawicieli polskiej myśli lewicowej i marksistowskiej, którzy nie wpisywali się w linię partii. O posiadanie podłoża reakcyjnego oskarżane również były protesty z marca 1968 roku.